# Xerophaeus capensis
Espèce
Xerophaeus capensis est une espèce d'araignées aranéomorphes de la famille des Gnaphosidae.

## Distribution
Cette espèce est endémique d'Afrique du Sud. Elle se rencontre au Cap-Occidental, au Cap-Oriental et au Cap-du-Nord.

## Description
Les mâles mesurent de 6 à 8,5 mm et les femelles de 8,5 à 11,5 mm.

## Étymologie
Son nom d'espèce, composé de cap et du suffixe latin -ensis, « qui vit dans, qui habite », lui a été donné en référence au lieu de sa découverte, la colonie du Cap.

## Publication originale
- Purcell, 1907 : New South African spiders of the family Drassidae in the collection of the South African Museum. Annals and Magazine of Natural History, sér. 7, vol. 20, p. 297-336 (texte intégral).